# Kripan
Kripan – gmina w Hiszpanii, w prowincji Araba, w Kraju Basków, o powierzchni 12,52 km². W 2011 roku gmina liczyła 194 mieszkańców.